# Indoor Football League
L'Indoor Football League (IFL) est une ligue professionnelle de football américain en salle créée en 2008 à la suite de la fusion entre l'Intense Football League et United Indoor Football.
Elle se distingue par son nombre élevé d'équipes actives. Ainsi, depuis la saison 2023, elle compte 14 équipes réparties en deux conférences, chacune disputant 16 matchs de saison régulière répartis sur 19 semaines.
L'IFL maintient sa structure d'entreprise et son nom depuis sa création, ce qui en fait l'une des ligues de football en salle les plus stables. À la suite de la fermeture de l'Arena Football League en 2019, l'IFL est devenue la plus ancienne ligue professionnelle de football en salle active en Amérique du Nord, puisque créé en 2003 sous le nom d'Intense Football League.
Les joueurs de l'IFL reçoivent une rémunération variant entre 250 et 500 $ US par match, avec un bonus de 25 $ attribué aux membres de l'équipe victorieuse. De plus, certaines équipes offrent un hébergement à leurs joueurs pendant la saison.
Il est à noter que l'IFL a établi un partenariat avec l'UFL pour le recrutement de joueurs, celle-ci fonctionnant telle sa ligue mineure.

## Histoire
La ligue est née d'une fusion entre l'Intense Football League et United Indoor Football. Cette fusion a été annoncée à la veille du National Indoor Bowl Championship de 2008, un match qui opposait les champions des deux ligues. Les Sioux Falls Storm (UIF) ont battu les Louisiana Swashbucklers (Intense) 54-42.

## Équipes

### Actuelles
Pour la saison 2024, la ligue est divisée en deux conférences: conférence est et conférence ouest.
| Conference         | Équipe                     | Localisation        | Stade/Terrain                  | Capacité | Création | À rejoins l'IFL en | Coach Principal |
| ------------------ | -------------------------- | ------------------- | ------------------------------ | -------- | -------- | ------------------ | --------------- |
| Eastern Conference | Frisco Fighters            | Frisco, TX          | Comerica Center                | 3,500    | 2019     | 2020               | Andre Coles     |
| Eastern Conference | Green Bay Blizzard         | Ashwaubenon, WI     | Resch Center                   | 8,600    | 2003     | 2010               | Corey Roberson  |
| Eastern Conference | Iowa Barnstormers          | Des Moines, IA      | Wells Fargo Arena              | 15,181   | 1995     | 2015               | Dave Mogensen   |
| Eastern Conference | Jacksonville Sharks        | Jacksonville, FL    | VyStar Veterans Memorial Arena | 13,011   | 2009     | 2023               | Jason Gibson    |
| Eastern Conference | Massachusetts Pirates      | Lowell, MA          | Tsongas Center                 | 6,003    | 2017     | 2021               | Rod Miller      |
| Eastern Conference | Quad City Steamwheelers    | Moline, IL          | Vibrant Arena                  | 9,200    | 2017     | 2019               | Cory Ross       |
| Eastern Conference | Sioux Falls Storm          | Sioux Falls, SD     | Denny Sanford Premier Center   | 10,678   | 2000     | 2009               | Andre Fields    |
| Eastern Conference | Tulsa Oilers               | Tulsa, OK           | BOK Center                     | 16,582   | 2022     | 2023               | Marvin Jones    |
| Western Conference | Arizona Rattlers           | Glendale, AZ        | Desert Diamond Arena           | 19,000   | 1992     | 2017               | Kevin Guy       |
| Western Conference | Bay Area Panthers          | San Jose, CA        | SAP Center                     | 17,562   | 2019     | 2020               | Rob Keefe       |
| Western Conference | Duke City Gladiators       | Rio Rancho, NM      | Rio Rancho Events Center       | 6,000    | 2015     | 2020               | Fred Griggs     |
| Western Conference | Northern Arizona Wranglers | Prescott Valley, AZ | Findlay Toyota Center          | 6,000    | 2020     | 2021               | Les Moss        |
| Western Conference | San Antonio Gunslingers    | San Antonio, TX     | Freeman Coliseum               | 9,800    | 2020     | 2024               | Tom Menas       |
| Western Conference | San Diego Strike Force     | San Diego, CA       | Pechanga Arena                 | 12,000   | 2018     | 2019               | Taylor Genuser  |
| Western Conference | Tucson Sugar Skulls        | Tucson, AZ          | Tucson Arena                   | 8,962    | 2018     | 2019               | Billy Back      |
| Western Conference | Vegas Knight Hawks         | Henderson, NV       | Lee's Family Forum             | 5,567    | 2021     | 2022               | Mike Davis      |

### Futures
| Équipe              | Emplacement              | Arène                     | Capacité | Fondé | Rejoint | coach Principal |
| ------------------- | ------------------------ | ------------------------- | -------- | ----- | ------- | --------------- |
| Columbus Wild Dogs  | Columbus, États-Unis     | Nationwide Arena          | 19,500   | 2020  | 2025    | Olivier Bobby   |
| Dakota Bucks        | Bismarck, Dakota du Nord | Bismarck Event Center     | 10,100   | 2016  | 2019    |                 |
| Fishers Freighters, | Pêcheurs, DANS           | Fishers Event Center (en) | 6,500    | 2023  | 2025    |                 |

### Chronologie
Légende :
- Membre actuel
- Ancien membre
- Membre dormant

## Finale de l'IFL
La finale du championnat de l'IFL (anciennement dénommée United Bowl) a été jouée chaque saison depuis 2009.
Les champions 2024 de l'IFL sont les Rattlers de l'Arizona qui ont battu 53 à 16 les Pirates du Massachusetts (en).
L'IFL avait repris le nom United Bowl utilisé à l'origine par la United Indoor Football laquelle avait organisé les United Bowl I, II, III et IV de 2005 à 2008, tous remportés par les Storm de Sioux Falls. Bien que le nom National Indoor Bowl Championship ait ensuite été utilisé pour le match de 2008 entre l'UIF et l'Intense Football League, le terme United Bowl a été réutilisé pour les finales du championnat de 2009 à 2021.
La ligue a ensuite conclu un contrat de trois ans pour disputer, dès la saison 2022, la finale au Lee's Family Forum (en) (anciennement Dollar Loan Center) d'Henderson au Nevada, cette finale étant officiellement renommée IFL National Championship Game.
Au terme de ce contrat, l'IFL signe, le 7 novembre 2024, un nouveau contrat portant sur trois saisons afin d'organiser l'IFL National Championship Game à la Tuscon Arena du Tucson Convention Center (en) située à Tucson en Arizona.

## Médias
Le 11 mai 2021, l'IFL a dévoilé un partenariat télévisuel national avec Stadium (en), qui diffusera désormais le "Match de la semaine IFL" à l'échelle nationale chaque semaine pour le reste de la saison. Cette collaboration, négociée par la direction de l'équipe, impliquera que chaque match soit produit exclusivement par BEK Communications.
Parallèlement, tous les autres matchs continueront d'être diffusés via YouTube. En outre, certaines équipes ont également des accords individuels avec des chaînes de télévision et de radio locales ou régionales, offrant ainsi une couverture étendue et variée des matchs de l'IFL à travers différents médias.
| Équipe                            | Station(s)de télévision            | Station(s)de radio                     |
| --------------------------------- | ---------------------------------- | -------------------------------------- |
| Rattlers de l'Arizona             | TÉLEV                              | PNKQ Le Fanatique                      |
| Panthères de la Région de la Baie | La CW                              | 95.7 Le Jeu                            |
| Bucks de Bismarck                 | BEK Sportif                        | Néant                                  |
| Les Gladiateurs de Duke City      | UniMás Nouveau Mexique, ILS 13     | Néant                                  |
| Combattants de Frisco             | AC33(DFW), AC39 (Houston)          | KDBT 1160 heures et KHYI 95.3 La Gamme |
| Tempête de neige de Green Bay     | ABC12, Telemundo dans le Wisconsin | Néant                                  |
| Tempête de Grange de l'Iowa       | MC22                               | Newsradio 1040 QUI                     |
| Pirates du Massachusetts          | NESN, NESN Plus, et Onze Sports    | Numéro AM 830                          |
| Wranglers du Nord de l'Arizona    | Univision Arizona, États-Unis      | Néant                                  |
| Tempête à Sioux Falls             | Néant                              | KWSN Sports Radio 12 h 30              |
| Crânes en Sucre de Tucson         | La chaîne CW Tucson                | Fox Sports 1450 heures                 |

## Hall Of Fame
Le Temple de la Renommée de la l'IFL est l'instance officielle honorant les figures éminentes de l'IFL. Créé en 2014, il a été inauguré avec l'arrivée de trois membres. Les promotions annuelles, de 2014 à 2019, ont également compté trois intronisés, tous ayant apporté une contribution significative à la ligue. En revanche, l'année 2020 n'a vu aucun ajout, mais la promotion de 2021 a compté quatre nouveaux membres.
Ce Temple de la Renommée constitue la plus haute distinction pour les joueurs, entraîneurs et contributeurs ayant marqué l'histoire de l'IFL. La ligue est née de la fusion de deux ligues préexistantes, la United Indoor Football et la Intense Football League, de sorte que les intronisés incluent également ceux ayant excellé dans ces anciennes entités avant leur fusion. Il est important de souligner que ce Temple de la Renommée se concentre uniquement sur les contributions à l'IFL et à ses prédécesseurs, excluant ainsi toute autre ligue de football en salle.
Contrairement aux temples de la renommée du Football Professionnel et du Football Canadien qui disposent de musées physiques, le Temple de la Renommée de la Ligue de Football en Salle n'a pas d'emplacement physique dédié. Il suit davantage le modèle du Temple de la Renommée du Football d'Arène, avec des intronisés honorés sans présence physique.

### Nominations
Le Hall of Fame de l'IFL célèbre les individus dont les contributions ont laissé une empreinte significative dans l'histoire de la ligue. Contrairement à d'autres institutions similaires dans le monde du football, le Hall of Fame de l'IFL se distingue par sa récente création et sa souplesse quant aux critères d'éligibilité. Pour être nommé, un candidat doit avoir joué un rôle déterminant au sein d'une franchise de l'IFL, de l'United Indoor Football ou de l'Intense Football League pendant son mandat. Bien qu'il n'y ait pas de critères officiels rigides, une contribution remarquable est la condition primordiale pour une nomination, offrant ainsi une certaine flexibilité dans les choix de sélection.

### Cérémonie et «Hall Of Fame Game»
À compter de la saison 2021, la ligue a instauré une nouvelle tradition en créant le match du Hall Of Fame.
Inspiré du [[:match du Pro Football Hall of Fame]] (en), le premier match de la saison honorera désormais les intronisés de la dernière classe du Hall Of Fame. Auparavant, ceux-ci étaient célébrés lors d'un match de championnat.

### Intronisé(e)s
| Intronisé(e)s     | Promotion | Poste/Statut                                        | Équipe(s)                   | Années                |
| ----------------- | --------- | --------------------------------------------------- | --------------------------- | --------------------- |
| Tommy Benizio     | 2014      | commissioner (président), propriétaire, cofondateur | Odessa Roughnecks           | 2004–2008             |
| Tommy Benizio     | 2014      | commissioner (président), propriétaire, cofondateur | Commissioner                | 2008–2012             |
| Rich Roste        | 2014      | Annonceur                                           | Sioux Falls Storm           | 2000–2021             |
| Terrance Bryant   | 2014      | Quarterback                                         | Sioux Falls Storm           | 2005–2010, 2013       |
| LaRon Council     | 2015      | Running Back                                        | La Crosse Spartans          | 2011                  |
| LaRon Council     | 2015      | Running Back                                        | Green Bay Blizzard          | 2012                  |
| LaRon Council     | 2015      | Running Back                                        | Cedar Rapids Titans         | 2013–2014             |
| Chris Dixon       | 2015      | Quarterback                                         | Black Hills Red Dogs        | 2005                  |
| Chris Dixon       | 2015      | Quarterback                                         | Billings Mavericks/ Outlaws | 2005–2010             |
| Chris Dixon       | 2015      | Quarterback                                         | Sioux Falls Storm           | 2011–2012, 2014, 2019 |
| B. J. Hill        | 2015      | Defensive back/Kick return                          | Green Bay Blizzard          | 2010–2013, 2018–2019  |
| Mark Blackburn    | 2016      | Linebacker                                          | Sioux Falls Storm           | 2003–2010             |
| Lionell Singleton | 2016      | Defensive back                                      | Tri-Cities Fever            | 2010–2015             |
| Tom Wigley        | 2016      | Propriétaire                                        | Colorado Ice/ Crush (en)    | 2010–2016             |
| Robert Fuller     | 2017      | Coach Principal                                     | Omaha Beef                  | 2005–2006             |
| Robert Fuller     | 2017      | Coach Principal                                     | Fairbanks Grizzlies (en)    | 2011                  |
| Robert Fuller     | 2017      | Coach Principal                                     | Green Bay Blizzard          | 2012–2013             |
| Robert Fuller     | 2017      | Coach Principal                                     | Bemidji Axemen (en)         | 2014                  |
| Cory Johnsen      | 2017      | Defensive linemen                                   | Sioux Falls Storm           | 2006–2015             |
| James Terry       | 2017      | Wide receiver                                       | Sioux Falls Storm           | 2006–2015             |
| Pig Brown         | 2018      | Linebacker                                          | RiverCity Rage (en)         | 2009                  |
| Pig Brown         | 2018      | Linebacker                                          | Nebraska_Danger (en)        | 2012–2015             |
| Charlie Sanders   | 2018      | Offensive lineman                                   | Billings Outlaws            | 2010                  |
| Charlie Sanders   | 2018      | Offensive lineman                                   | Sioux Falls Storm           | 2011–2016             |
| Jameel Sewell     | 2018      | Quarterback                                         | Green Bay Blizzard          | 2011                  |
| Jameel Sewell     | 2018      | Quarterback                                         | Nebraska Danger             | 2012–2016             |
| Javicz Jones      | 2019      | Linebacker                                          | Texas Revolution            | 2014                  |
| Javicz Jones      | 2019      | Linebacker                                          | Iowa Barnstormers           | 2015–2017             |
| Myniya Smith      | 2019      | Offensive lineman                                   | Billings_Outlaws (en)       | 2009–2010             |
| Myniya Smith      | 2019      | Offensive lineman                                   | Sioux Falls Storm           | 2011–2017             |
| Bryan Pray        | 2019      | Wide receiver                                       | West Michigan ThunderHawks  | 2010                  |
| Bryan Pray        | 2019      | Wide receiver                                       | La Crosse Spartans          | 2011                  |
| Bryan Pray        | 2019      | Wide receiver                                       | Green Bay Blizzard          | 2012                  |
| Bryan Pray        | 2019      | Wide receiver                                       | Ceder Rapids Titans         | 2013–2015             |
| Bryan Pray        | 2019      | Wide receiver                                       | Iowa Barnstormers           | 2016                  |
| Bryan Pray        | 2019      | Wide receiver                                       | Spokane Empire              | 2017                  |
| Fred Jackson      | 2021      | Running back                                        | Sioux City Bandits          | 2004–2005             |
| Heron O'Neal,     | 2021      | Coach Principal                                     | Billings Outlaws            | 2006–2010             |
| Heron O'Neal,     | 2021      | Coach Principal                                     | Colorado Ice/ Crush         | 2012–2016             |
| John Pettit       | 2021      | Manager Général/Vice-Président                      | Iowa Barnstormers           | 2008–2020             |
| Kurtiss Riggs     | 2021      | Coach Principal                                     | Sioux Falls Storm           | 2003–2023             |
| Charlie Bosselman | 2022      | Propriétaire                                        | Nebraska Danger             | 2010–2019             |
| Nate Fluit        | 2022      | Defensive lineman                                   | Sioux Falls Storm           | 2003–2007             |
| Carl Sims         | 2022      | Wide receiver                                       | Bloomington Extreme         | 2009                  |
| Carl Sims         | 2022      | Wide receiver                                       | Sioux City Bandits          | 2010                  |
| Carl Sims         | 2022      | Wide receiver                                       | Billings Outlaws            | 2010                  |
| Carl Sims         | 2022      | Wide receiver                                       | Sioux Falls Storm           | 2011–2012             |
| Carl Sims         | 2022      | Wide receiver                                       | Cedar Rapids Titans         | 2013–2015             |
| Carl Sims         | 2022      | Wide receiver                                       | Billings Wolves             | 2015                  |
| Carl Sims         | 2022      | Wide receiver                                       | Green Bay Blizzard          | 2015                  |
| Carl Sims         | 2022      | Wide receiver                                       | Spokane Empire              | 2016–2017             |
| Carl Sims         | 2022      | Wide receiver                                       | Nebraska Danger             | 2017                  |
| Parker Douglass   | 2023      | Kicker                                              | Sioux Falls Storm           | 2009–2021             |
| Xzavie Jackson    | 2023      | Defensive lineman                                   | RiverCity Rage              | 2009                  |
| Xzavie Jackson    | 2023      | Defensive lineman                                   | La Crosse Spartans          | 2010–2011             |
| Xzavie Jackson    | 2023      | Defensive lineman                                   | Cedar Rapids Titans         | 2012–2016             |
| Xzavie Jackson    | 2023      | Defensive lineman                                   | Nebraska Danger             | 2017–2018             |
| Tyler Knight      | 2023      | Linebacker                                          | Arkansas Diamonds           | 2010                  |
| Tyler Knight      | 2023      | Linebacker                                          | Sioux Falls Storm           | 2011, 2013–2017       |